# BVA bond van adverteerders
BVA bond van adverteerders is een Nederlandse belangenvereniging van het adverterend bedrijfsleven. De vereniging heeft als doel transparantie te bieden in de relatie tussen adverteerders, reclamebureaus, ondernemers en de overheid. De BVA spreekt namens het adverterend bedrijfsleven bij discussies over communicatiezaken met de Nederlandse en Europese overheid. BVA reikt samen met VEA jaarlijks de EffieAwards uit, de prijzen voor bewezen effectieve communicatie.
De bond werd opgericht in 1919 en kwam voort uit onvrede over woekertarieven en vage oplagegegevens die uitgevers zouden hanteren.  

## Andere connecties
BVA is lid van de World Federation of Advertisers (WFA) en participeert in:
- VNO-NCW
- Stichting Reclame Code/Nederlandse Reclame Code
- Nationaal Onderzoek Multimedia (NOM)
- Stichting KijkOnderzoek (SKO)
- Het Buitenreclame Onderzoek (BRO)
- Nationaal Luister Onderzoek (NLO)
- Stichting DMS
- International Chamber of Commerce (ICC)
- MediaRakkers
- Effie
- Swocc